# Jonathan Johansson (cantante)
Jonathan Olof Romano Johansson (Fosie församling, 29 agosto 1980) è un cantante svedese.

## Biografia
Jonathan Johansson è salito alla ribalta con l'album in studio En hand i himlen, entrato nella Sverigetopplistan. Ha conseguito risultati migliori con Klagomuren (2011) e Ett språk för dom dömda (2013), arrivati rispettivamente al 35º e 25º posto della classifica svedese.
Lebensraum! (2015), classificatosi 22º nella graduatoria nazionale, è stato susseguito dai dischi Love & Devotion (2016) e Scirocco (2020). Om vi får leva (2022), invece, si è fermato alla 37ª posizione. Si è aggiudicato un premio Grammis per il paroliere dell'anno con l'ultimo disco.

## Discografia

### Album in studio
- 2005 – OK, ge mig timmarna
- 2009 – En hand i himlen
- 2011 – Klagomuren
- 2013 – Ett språk för dom dömda
- 2015 – Lebensraum!
- 2016 – Love & Devotion
- 2020 – Scirocco
- 2022 – Om vi får leva

### EP
- 2023 – Så mycket bättre 2023 - Tolkningarna

### Singoli
- 2008 – En hand i himlen
- 2009 – Aldrig ensam
- 2011 – Blommorna
- 2011 – Stockholm
- 2012 – Centrum
- 2012 – Ingenting stort
- 2014 – Ny/Snö
- 2015 – Alla helveten
- 2015 – Lätt att släcka 98
- 2016 – Real Thing
- 2016 – No Rest for Me
- 2016 – Sommarkläder
- 2016 – Vem av alla
- 2019 – Tjockteven & gnuflocken
- 2019 – För oss
- 2020 – 7 april
- 2020 – Är du passionerad?
- 2020 – Come Whatever, Come What May (con My Marianne)
- 2021 – Klipporna är fortfarande varma
- 2022 – På boulevarden
- 2022 – Dåligt år
- 2023 – Högt över havet
- 2023 – Passa Micken
- 2023 – New York (Jag kom med stormen)
- 2024 – Vem?